# 观宗寺 (宁波)
观宗寺是中国浙江省宁波市一座佛寺，创建于1081年。佛寺位于海曙区莲香巷，解放南路旁，邻近天封塔和延庆寺。1961年列入第一批宁波市文物保护单位，1981年重新确认。

## 历史
观宗寺由天台宗第十七世祖知礼法师第五世孙介然法师创建于1081年，最初为延庆寺十六观堂。明崇祯九年（1636年）重建，光绪中期又衰败，后于民国时由天台宗传人谛闲法师重建，大兴土木，成为宁波一座大寺。1951年，观宗寺改为宁波地区干部训练班，并于1958年改为中共宁波地区委员会党校，至1979年拆去房屋数间，至今寺院尚存天王殿、大殿及厢房。1993年，观宗寺开始修复，并于1998年与延庆寺“两寺合一”并重建部分建筑，寺院恢复宗教活动。